# Райхардт, Генрих Вильгельм
Ге́нрих Ви́льгельм Ра́йхардт (нем. Heinrich Wilhelm Reichardt, 1835—1885) — моравский ботаник германского происхождения.

## Биография
Родился Генрих Вильгельм Райхардт 16 апреля 1835 года в Йиглаве. Отец умер вскоре после рождения единственного ребёнка, мальчик воспитывался матерью. С детства интересовался ботаникой, находился под влиянием друга отца Алоиса Покорни. С 1855 года учился на врача в Венском университете, однако вскоре стал изучать ботанику под руководством Франца Унгера и Эдуарда Фенцля. В 1860 году Райхардт получил степень доктора медицины.
С 1860 года Генрих Вильгельм работал ассистентом в Венском ботаническом саду, а также преподавал морфологию и систематику растений в звании приват-доцента в Венском университете. С 1863 года работал волонтёром в ботаническом Придворном кабинете (с 1884 — Музее естественной истории), с 1866 года (после смерти Т. Кочи) — вторым хранителем, с 1871 года — хранителем. В 1878 году Фенцль ушёл с должности главы Кабинета и его место занял Райхардт.
В 1873 году Райхардт стал экстраординарным профессором Венского университета. В 1870 году он был утверждён А. В. Эйхлером в качестве одного из главных редакторов переиздаваемой Flora brasiliensis Марциуса.
В 1879 году умерла мать Райхардта. Он не был женат, вскоре впал в серьёзную депрессию. Несмотря на длительное лечение, 2 августа 1885 года Генрих Вильгельм покончил жизнь самоубийством.

## Некоторые научные публикации
- Reichardt, H.W. Carl Clusius' Naturgeschichte der Schwämme Pannoniens. — Wien, 1876. — 42 p.

## Некоторые виды, названные в честь Г. В. Райхардта
- Caopia reichardtiana Kuntze, 1891 [≡ Vismia reichardtiana (Kuntze) Ewan, 1962]
- Billbergia reichardtii Wawra, 1880
- Jungermannia reichardtii Gottsche ex Jur., 1870 [≡ Anastrophyllum reichardtii (Gottsche ex Jur.) Steph., 1893]